# 徳島サティ
徳島サティ（とくしまサティ）は、かつて徳島県徳島市万代町4丁目2-1に存在したショッピングセンターである。マイカル（現：イオンリテール）が「生活百貨店」として全国展開していた「サティ」の店舗のひとつであった。

## 歴史
株式会社ニチイ（のちの株式会社マイカル）により開業した「ニチイ徳島ショッピングデパート」（ニチイ徳島店）が、1995年（平成8年）にサティへ業態転換し「徳島サティ」となった。
徳島市を中心とする徳島都市圏においては、1970年代前半までは県外資本の大型商業施設の進出は少なく、1971年（昭和46年）のダイエーによる「徳島ショッパーズプラザ」、翌1972年の「南海ショッピングプラザ」の2店のみが、いずれも徳島市中心市街地へ出店していた。その後、1970年代後半から1980年代にかけては県外資本の大型店の出店計画が相次ぎ、ジャスコ（現：イオン、徳島リバーシティ）、そごう（そごう徳島店）、そしてニチイの3社が、徳島市中心部とその周辺へ出店を計画していた。
1981年に当店が「ニチイ徳島ショッピングデパート」として開業し、これはニチイによる徳島県内への初出店となった。続いて1986年には徳島市に隣接する小松島市に「ニチイ小松島ショッピングデパート」（1996年より「小松島サティ」）、翌1987年にはつぼみや百貨店跡地に「徳島ビブレ」が開業している。
そして1995年には「ニチイ徳島ショッピングデパート」からサティへ業態転換し「徳島サティ」として改称オープンした。
2001年のマイカルの経営破綻後、2008年4月6日をもって徳島サティも閉店。旧サティの店舗の中にはイオンなどへ業態転換した店舗も多数あるが、徳島サティはマイカルの経営再建の過程で閉店が決定されたため、イオンの店舗ブランドへ店名変更することなく「徳島サティ」のまま閉店した。
閉店後の跡地は、医療法人倚山会田岡病院が同2008年12月に用地を取得する契約を締結し、翌2009年6月23日付で売買が成立した。徳島サティの建物は解体されて現存しないが、付近の駐車場には真っ白に塗り替えられたサティ時代からの立て看板がひとつだけ残されている。

## 沿革
- 1981年（昭和56年）3月 - 株式会社ニチイにより「ニチイ徳島ショッピングデパート」（ニチイ徳島店）として開店[1][2]。
- 1995年（平成7年）3月 - サティへ業態転換、徳島サティへ改称オープン[2]。
- 1996年（平成8年） - 株式会社ニチイが株式会社マイカルへ商号変更。
- 2001年（平成13年）9月14日 - 運営会社のマイカルが民事再生法を申請。
- 2007年（平成19年）6月21日 - 徳島サティの閉店を発表。
- 2008年（平成20年）4月6日 - 徳島サティが閉店[2]。
- 2009年（平成21年）6月23日 - 医療法人倚山会田岡病院が店舗跡地を取得[6]。

## テナント
2008年の閉店時のテナント一覧。
- サティ
- マイカルカード徳島サティ店
- モタベーカリー徳島（ベーカリー）
- アルファ21（ゲームセンター）
- おおはしや徳島サティ店（クリーニング）
- カンテボーレ徳島店
- しこく屋徳島サティ店
- ソフィーナ徳島サティ店
- やじきた
- ウッドブロック2
- エレガント（ファミリーレストラン ）
- かれん
- きものギャラリー和遊館
- カットインスーパーナウ徳島サティ店
- クスリのキリン堂徳島サティ店
- ハレルヤ製菓徳島サティ店
- グルメピアザ徳島店
- ボストン
- カウベルファーム徳島店
- ギャラリーファン徳島店
- ベーカーシェフ徳島店
- ボン・パリ洋菓子店徳島サティ店
- マジックミシン徳島サティ店
- マクドナルド徳島サティ店
- 眉山製菓本舗徳島サティ店
- 三木歯科医院
- 阿波銀行徳島サティ出張所（ATM）
- ゆうちょ銀行松山支店徳島サティ内出張所（ATM）

## 競合店
- 徳島リバーシティ
- がんばりや
- マルナカ昭和店